# CGV

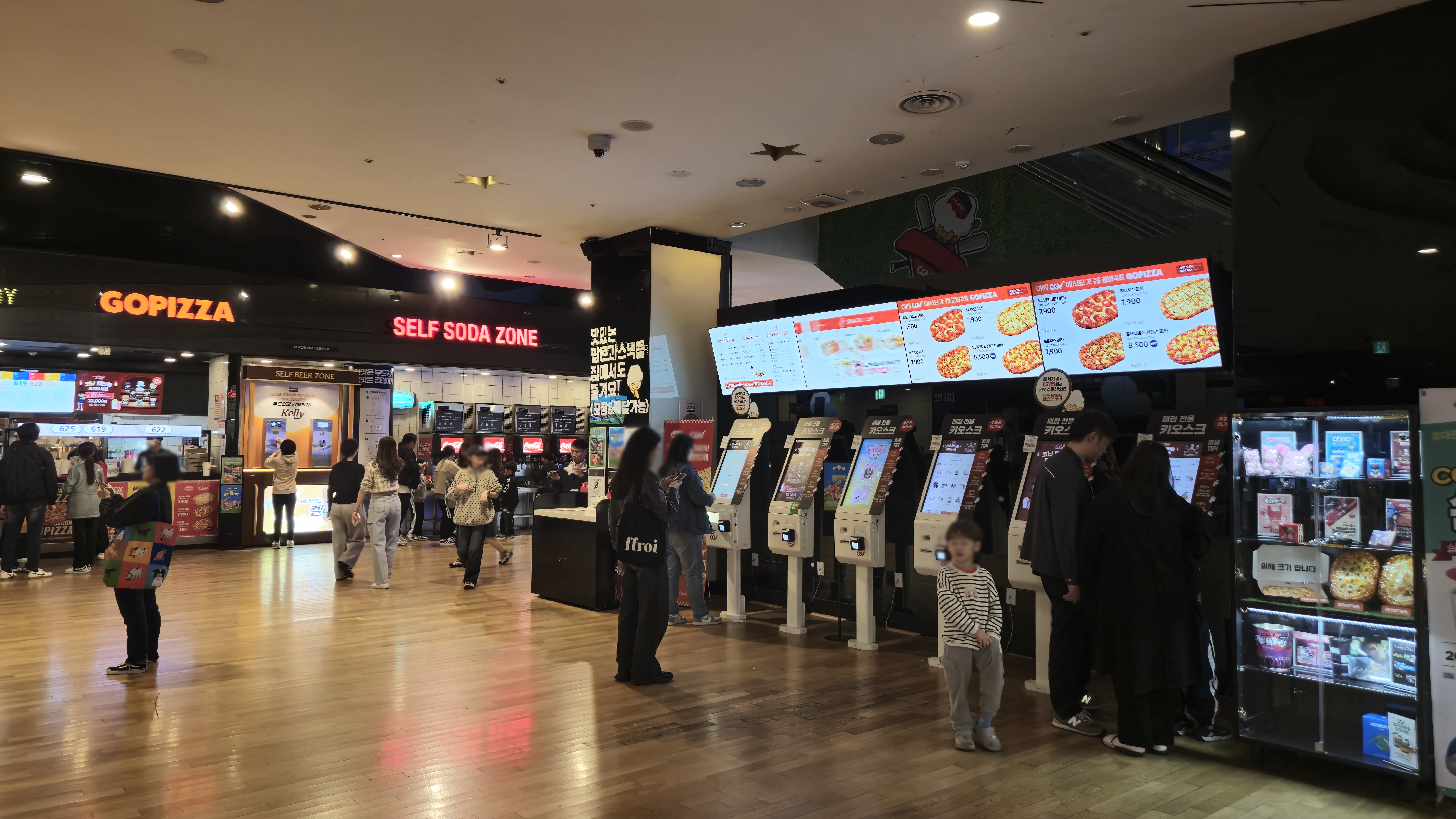
CGV 로비 및 플랫폼(인천점, 2025년 05월)

CJ CGV주식회사(영어: CJ CGV Co., Ltd. 씨제이씨지브이 주식회사)는 대한민국에서 멀티플렉스 영화관 프랜차이즈 CGV를 운영하는 CJ그룹의 엔터테인먼트 및 미디어 부문 계열사이다. 1999년 씨제이빌리지(주)로 설립하여 12월에 CGV강변 11을 설립하였다. 2001년 씨지브이(주)로 상호 변경하였으며 2002년 10월 10일 주주가 변경되며 현재의 상호로 변경하였다. 본사는 서울특별시 용산구 한강대로23길 55, 아이파크몰 6층 CGV용산아이파크몰에 있다.
또한 2019년 12월 기준 CGV는 전국 총 168개의 관을 가지고 있다

## 점포 연혁
cgv강변:1999년

## 역사
1995년 제일제당 내 멀티미디어 사업본부 극장 사업팀으로 시작하여 이듬해인 1996년 제일제당(CJ), 홍콩의 영화 제작사인 골든 하베스트(Golden Harvest), 오스트레일리아의 빌리지 로드쇼(Village Roadshow) 3사가 투자하여 '씨제이골든빌리지(주)'(CJ Golden Village)를 설립하였다. 2년 뒤 1998년 테크노마트에 1호점인 강변관을 오픈하였고 1999년 CJ엔터테인먼트와 오스트레일리아의 빌리지 시네마(Village Cinema International PTY LTD) 2개사가 합작해 '씨제이빌리지(주)'를 설립한다. CJ빌리지는 2000년 5월 30일 'CJ골든빌리지'를 합병하였다. 이후 2001년 3월 사명을 '씨지브이(주)'로 변경하고, 2002년 10월 다시 'CJ CGV(씨제이 씨지브이)(주)'로 사명을 변경하여 2004년에 상장하였다. 상장 직전인 2004년 6월에는 김포국제공항 인근 스카이시티몰에 입주해 있는 영화관 '엠파크'를 운영하던 에듀코아(주)를 인수하여 사명을 씨지브이시네마(주)로 변경하였고 2008년 1월 CJ CGV 주식회사에 흡수·합병될 때까지 별도 법인을 운영한 적이 있었다.
2003년에는 CGV 수원을 개관하면서 스크린 수 100개를 돌파하였고 2006년에는 중국 상하이에, 2010년에는 미국 로스앤젤레스에 진출하였다.
2012년 11월 14일 회사가 제출한 분기 보고서에 따르면 90개 사이트(site)에 722여 개 스크린을 운영하는 대한민국 최대 멀티플렉스 사업자로 90개 사이트 중 56개는 직영관이며 나머지 34개는 본사가 극장주로부터 운영을 위임받고 위탁 수수료를 수수하는 위탁 상영관이다. 이 밖에도 중국 11개, 베트남 9개 및 미국 1개 사이트를 운영하고 있다.
2008년 1월 씨지브이시네마(공항CGV9)를 흡수합병하였고, 2009년 9월 씨제이조이큐브(주)를 흡수합병하였다. 2013년 6월 21일 (주)프리머스시네마를 흡수합병하였다. 2015년 기존의 상호명에서 영문자를 붙여쓰기 해 띄어쓰기를 1개 제거한 "CJCGV(씨제이 씨지브이)(주)"로 상호명을 변경했으며, 6월 30일 사업자단위과세가 적용되어 모든 직영점을 폐업처리 한 후 본사의 사업자 정보로 일원화 해 전직영점의 결제대금을 본사 매출로 통일했다.
2010년 1월 본점 소재지 변경 (서울시 마포구 상암동 1606번지 16층)
2012년 4월 2일 ~ 2018년 12월 31일 : 서정 대표이사 취임
본점 소재지 변경 (서울특별시 마포구 월드컵북로 434, 10층 (상암동, IT타워))
2017년 6월 13일 법인등기부등본상 주소 변경: 서울 용산구 한강대로23길 55, 6층 (한강로3가,아이파크몰)
2019년 1월 1일 ~ 2020년 12월 13일 : 최병환 대표이사 취임
2020년 12월 14일 ~ 2024년 12월 31일 : 허민회 대표이사 취임
2025년 1월 1일 ~ : 정종민 대표이사 취임

## 예매 시스템
예매시 CJ올리브네트웍스를 거친다. 메가박스, 롯데시네마와 달리 CGV는 예약 대행 사이트가 아닌 본 사이트에서 예매할 때 계좌이체도 가능하며, 별도의 수수료는 없다. 그러나 결제할 때 인터넷으로 등록한 할인권을 적용하면 계좌이체를 선택할 수 없고 계좌이체 이외의 방법으로 결제해야 한다. 그리고 예약대행 사이트 중 하나인 맥스무비에서 롯데시네마와 달리 CGV를 선택하면 좌석 지정을 할 수 없다. 홈 티켓 출력도 가능하며, 홈 티켓으로 출력하더라도 무인 발권기에서 티켓으로 교환할 수 있다. 하지만 포토티켓이 아닌 CGV의 일반권은 롯데시네마나 메가박스와 달리 영수증 형식으로 나온다는 특징이 있다. 이는 2008년부터 CGV에서 원가 절감 차원에서 기존의 풀 컬러 코팅지 티켓 대신 영수증 재질로 교체한 것이며, 부천 역곡에서 처음 도입하여 대부분의 지점으로 확대한 것이다. 그러나 영화 티켓을 모으는 것을 취미로 삼는 몇몇 팬들에게 이러한 감열지 영수증 방식은 크게 비판을 받고 있다. 현재 극소수의 구형 무인 발권기가 설치된 지점에만 영수증이 아닌 예전의 풀 컬러 코팅지 티켓으로 출력할 수 있다.
CGV 측에 따르면 일반 풀 컬러 코팅지는 원가가 9원이고, 감열지는 1.5원에 불과하다고 한다.
2013년 2월 14일에는 일부 극장의 관람 요금을 9,000원에서 1만원으로 1,000원 인상하였다.
예매 및 홈페이지 이용시 실버라이트 플러그인이 필요했지만 2014년 2월 말 예매 인터페이스를 메가박스와 비슷한 스타일로 바꾸면서 실버라이트 및 액티브X를 모두 없앴다.

### 서비스
- 멤버십 포인트: 초기에는 'CGV 멤버십'이라는 독자적인 회원제를 통해 구매액의 10%를 CGV 포인트로 적립해 줬으나, 2010년 9월부터 CJ그룹 통합 회원 제도인 'CJ ONE'을 시행하면서 CGV 포인트를 적립하는 대신 구매 금액의 5%를 'CJ ONE 포인트'로 적립해 주고 있다. CJ ONE 카드는 올리브영, VIPS 등지에서도 적립이 가능하며, 현장 발권시 반드시 CJ ONE 카드를 제시해야 관람 후 마이페이지의 "내가 본 영화"에 관람한 영화가 기록된다. 그 외에도 매점에서 팝콘, 콤보, 음료 등을 구입하고 받은 영수증으로 상영관의 CJ ONE 컴퓨터를 이용하여 1일 5회, 구입 후 48시간 내 사후에 CJ ONE 포인트를 적립할 수 있고 영수증에 적립 예정 포인트가 나온다. 롯데멤버스와 함께 OK캐쉬백을 적립할 수 없는 롯데시네마와 달리 CGV에서는 CJ ONE 포인트와 OK캐쉬백 포인트를 동시에 적립할 수 있으며, 동시에 적립해도 적립되는 CJ ONE 포인트는 삭감되지 않는다. OK캐쉬백은 구입 금액 1,000원당 15점(1.5%p)을 적립할 수 있으나 적립된 포인트의 10%를 SK플래닛에 수수료로 지급하기 때문에 실질적으로는 구입 금액 1,000원당 1.35%p를 적립받을 수 있다. 대신 예매시는 카드로 결제해야 동시에 OK캐쉬백을 적립받을 수 있고, 현금 구매시에는 현장에서만 동시에 적립할 수 있다. 그러나 위탁관 중에서 강동관과 군자관은 CJ ONE 가맹점이었다가 2010년 말 위탁 사업자와의 갈등으로 사용과 적립이 동시에 중단되어 포인트를 적립받을 수 없고, 자체적인 멤버십 서비스를 운용하고 있었다가 2017년 2월 1일에 CJ ONE이 재개됐다. CJ ONE VIP 회원으로 승급되면 CGV 동반 할인권을 준다. 그 외에도 삼성카드의 U-Point나 비씨카드의 Oh!point도 CJ ONE과 함께 동시에 적립할 수 있지만, Oh!point는 2016년 4월에 제휴가 중단됐다. U-Point는 현장에서만 CJ ONE과 함께 적립이 가능하고 인터넷으로 예매할 때에는 적립할 수 없다.
- 포토 티켓: 인터넷으로 예매한 입장권에 한하여 가능한 서비스다. 인터넷으로 예매한 후 원하는 사진을 넣어 나만의 티켓을 제작한 다음, 해당 영화관의 포토티켓용 무인 발권기에서 표를 컬러 인쇄하는 서비스이다. 대신 영수증이 아닌 일반 크기의 사진 인화지로 나오기 때문에 시간이 조금 걸리고 사이즈도 일반 티켓보다 크다. 일부 매장에서만 포토티켓 인쇄가 가능한 무인 발권기가 준비되어 있으므로 주의가 필요하며, 예매할 때에도 포토티켓 인쇄가 가능한 무인 발권기가 없는 지점으로 예매하면 예매 목록 등에서 인터넷 포토티켓 편집 의향 여부를 묻는 메시지도 나오지 않는다. 따라서 사전에 포토티켓 인쇄가 가능한 무인 발권기가 설치된 지점을 확인해야 한다. 2014년 3월 20일 부로 인화지 포토티켓 서비스는 중단되었다.[12] 이후 서비스가 리뉴얼되어, 인화지 대신 카드식으로 변경됐다. 2014년 5월 14일부터 상암점과 일산점에서 리뉴얼된 포토티켓 서비스를 제공하고 있으며, 사진용 인화지 대신 신용카드 사이즈의 플라스틱 카드에 인쇄되어 나오는 것으로 자재가 변경됐고 1,000원의 발권 수수료가 들어가는 유료 서비스로 전환됐다. 이후 다른 지점에도 카드식 포토티켓 서비스가 확대됐다. 사진이 인쇄되는 면의 아래칸에는 메시지를 입력할 수 있고 사진 뒷면에는 관람한 영화명과 영화관명, 티켓 번호와 바코드가 인쇄된다. 예전 인화지 시절과 달리 사후에도 인터넷을 통해 만들 수 있고, 액티브X도 없앴지만 현장 발권한 입장권은 사후에 포토티켓을 다시 만들 수 없었다가 2015년 10월 20일부터 CJ One 포인트를 적립한 현장발권분도 가능하도록 확대했다.
- 크로스 티케팅: 각 상영관의 무인 발권기에서 현장 구매시 다른 상영관의 표를 구입할 수 있는 기능이다. 단, 일부 상영관으로는 크로스 티케팅을 할 수 없으므로 발권기에서 확인해야 한다. 직영관의 대부분은 크로스 티케팅이 되며 위탁관은 일부만 가능하다. 크로스 티케팅이 안 되어도 다른 상영관의 표를 예매한 것은 발권할 수 있다.[13]

## 특별관
- Goldclass: 일반 상영관보다 적은 좌석 수의 상영관에서 영화를 감상하면서 골드클래스 라운지에서 제공하는 음식과 음료를 먹고 마실 수 있는 특별관이다. 2000년 성남 오리점에서 처음 시작했다.[14]
- SweetBox: 넓은 좌석과 편안한 시트로 오붓하게 영화를 관람할 수 있는 프리미엄 커플좌석.
- IMAX: 2005년 아이맥스사와 독점 계약을 체결한 것을 시작으로[15] 한국 최다의 아이맥스 상영관을 가진 영화관이 되었다. 2015년 예전까지의 IMAX상영관은 CGV전주효자와 울산삼산이 최대스크린 크기였으나, 현재는 CGV용산아이파크 점이 CGV전주효자,울산삼산,천호 보다 스크린이 더 크다.
- 4DX: 영화의 장면에 맞추어 움직이는 모션시트와 더불어 바람,빛.안개,향기,진동 등의 다양한 환경 효과를 느낄수 있는 오감만족 특별 상영관이다. 러시아에 기술이 수출되었다.[16]
- 씨네 드 쉐프 (Cine de Chef): 영화관과 요리사가 근무하는 레스토랑이 결합한 특별관이다. 2007년 CGV압구정점에서 처음 시작했다. 2025년 기준으로, CGV압구정, CGV센텀시티, CGV 용산아이파크에서 운영하고 있다.[17]
- 스타리움 (Starium): 초대형 크기의 스크린과 좋은 음향 시설로 홍보하는 특별관이지만, IMAX와 달리 세계적으로 인정받는 표준화된 규격은 아니다. 그렇지만 2009년 개관한 영등포점은 세계 최대 스크린으로 기네스북에 등재되었다.[18]
- ScreenX: 스크린의 경계를넘어 극도의 몰입감을 제공하는 멀티 프로젝터를 이용한 상영관.
- Ultra 4DX: 4DX와 ScreenX를 합친 상영관.
- Dolby Atmos: 돌비 애트모스 포맷을 사용해 생생하고 강렬하며 몰입감 넘치는 사운드를 제공하는 상영관.
- SoundX: 소리를 강조한 3D 입체음향 특별관. 사운드전문가들이 상영관 스피커를 설계해 영상의 움직임에 따라 소리의 방향성과 거리감을 완벽하게 재연해 생생하고 다양한 현장감 넘치는 영화를 느낄수 있다.
- PREMIUM: 등받이의 높낮이 조절을 자유롭게 조정이 가능한 프리미엄관.
- Private Box: 박스형 프리미엄 상영관. 리클라이닝 체어, 웰컴 서비스 등을 제공한다.
- SphereX: 스크린,사운드,좌석이 만들어낸 공간적인 몰입감을 선사하는 최고로 진화된 특별 상영관. 상영관의 스크린 뿐 아니라 스크린 좌우 왼쪽의 벽면을 스크린 개념으로 확장하였다. 이는 영화의 새로운 내러티브의 확장으로까지 이어지고 있다.
- TEMPUR CINEMA: 침구류 전문기업 탬퍼에서 만든 매트릭스, 리클라이닝 침대 & 배개를 통해서 최상의 편안함을 느낄 수 있는 세계 최초의 리클라이닝 침대 영화관 (Cine de Chef와의 콜라보레이션)
- SUITE CINEMA: 호텔형 프리미엄 상영관. 최고급 좌석과 전용 라운지가 제공된다.
- CGV 아트하우스 (구 무비꼴라쥬): 한국독립영화, 예술영화를 중심으로 상영하는 예술영화 전문 상영관으로써, 상영 영화 프로그램 선택에 심혈을 기울인다. CGV 무비꼴라쥬/아트하우스에서 집행했던 영화들은 CGV 아트하우스 운영 극장에서 전국적으로 상영되고 있다. CGV압구정과 CGV명동이 CGV아트하우스의 허브이며, 관객과 영화를 통해 진정한 소통의 장을 여는 기능을 하고 있다. 영화 상영 이외에도 다양한 프로그램을 운영하는데, 영화에 관한 인문학 강의, 영화 이후 진행하는 관객과의 대화 등이 있다.
- CINE & FORET: 자연의 향기를 담은 상영관.
- CINE & LIVING ROOM: 거실의 감성과 LED스크린이 있는 상영관.

### 청담씨네시티
- The Private Cinema: 소수 단체 관객의 영상물 관람 및 행사를 위한 고급 상영관.
- beats by dr.dre 수많은 뮤지션 과 셀러브리티들이 많이 사용하는 beats by dr.dre 헤드폰을 비치한 상영관.[19]

## 상영관
2022년 1월 기준으로 CGV의 상영관은 다음과 같다.
- 대한민국 : 111개 직영, 58개 위탁 (직영 / 위탁 총 1,212개 스크린)
  - 특화관 : 3D 418개 스크린, 4DX 38개 스크린, 아이맥스 17개 스크린
- 중국 : 63개 사이트
- 베트남 : 30개 사이트
- 인도네시아 : 19개 사이트
- 미얀마 : 4개 사이트
- 미국 : 1개 사이트

### 점포 현황
- 매점 영수증에 CGV의 대표이사명이 나오면 해당 상영관이 직영관이다. 일부 위탁 점포에서는 매점 영수증으로 CJ ONE 포인트를 사후 적립할 수 없거나 이벤트 참여가 제한될 수 있다.
- 청담씨네시티점은 전 상영관이 특화관으로 운영되며, 일반 상영관보다 높은 가격이 책정되고 있다.[20]
- 코로나19 범유행으로 3월 28일부터 35개 극장이 문을 닫았다.[21]
- 다음은 CGV의 점포현황 목록이다. 진한 글씨는 직영관이다.

| 지역           | 점포수 | 점포명 |
| -------------- | ------ | --- |
| 서울특별시     | 33개   | 강남 / 강변 / 건대입구 / 고덕강일 / 구로 / 대학로 / 동대문 / 등촌 / 명동 / 명동역 씨네라이브러리 / 미아 / 방학 / 불광 / 상봉 / 성신여대입구 / 수유 / 신촌아트레온 / 압구정 / 여의도 / 연남 / 영등포 / 왕십리 / 용산아이파크몰 / 중계 / 천호 / 청담씨네시티 / 피카디리1958 / 하계 / 홍대 / 씨네 드 쉐프 압구정 / 씨네 드 쉐프 용산아이파크몰 |
| 부산광역시     | 12개   | 대연 / 동래 / 부산명지 / 서면 / 서면상상마당 / 서면삼정타워 / 센텀시티 / 아시아드 / 정관 / 해운대 / 하단아트몰링 / 씨네 드 쉐프 센텀시티 |
| 대구광역시     | 8개    | 대구 / 대구수성 / 대구스타디움 / 대구아카데미 / 대구연경 / 대구월성 / 대구한일 / 대구현대 / 대구범어 |
| 인천광역시     | 13개   | 계양 / 남주안 / 부평 / 송도타임스페이스 / 인천 / 인천가정(루원시티) / 인천도화 / 인천시민공원 / 인천연수 / 인천학익 / 주안역 / 청라 / 영종 |
| 대전광역시     | 6개    | 대전 / 대전가수원 / 대전가오 / 대전탄방 / 대전터미널 / 유성노은 / 유성터미널(2025년 중 개점예정) |
| 광주광역시     | 6개    | 광주금남로 / 광주상무 / 광주용봉 / 광주첨단 / 광주충장로 / 광주하남 |
| 울산광역시     | 4개    | 울산삼산 / 울산진장 / 울산신천 / 울산동구 |
| 세종특별자치시 | 1개    | 세종 |
| 경기도         | 56개   | 구리갈매 / 경기광주 / 고양백석 / 고양행신 / 광교 / 광교상현 / 광명역 / 구리 / 기흥 / 김포 / 김포운양 / 김포한강 / 남양주 화도 / 다산 / 동두천 / 동백 / 동수원 / 동탄 / 동탄그랑파사쥬 / 동탄역 / 동탄호수공원 / 배곧 / 범계 / 부천 / 부천역 / 산본 / 서현 / 소풍 / 스타필드시티위례 / 시흥 / 신세계경기 / 안산 / 안성 / 야탑 / 양주옥정 / 역곡 / 오리 / 오산중앙 / 용인 / 의정부 / 의정부태흥 / 이천 / 일산 / 정왕 / 파주문산 / 파주야당 / 판교 / 평촌 / 평택 / 평택고덕 / 평택소사 / 포천 / 하남미사 / 화성봉담 / 화정 / DRIVE IN 용인크랙사이드 |
| 강원특별자치도 | 5개    | 강릉 / 춘천 / 인제 / 인제원통 / 인제기린 |
| 충청북도       | 5개    | 청주(서문) / 청주지웰시티 / 청주터미널 / 충북혁신 / 충주교현 |
| 충청남도       | 8개    | 논산 / 당진 / 서산 / 아산 / 천안 / 천안터미널 / 천안펜타포트 / 홍성 |
| 전북특별자치도 | 6개    | 서전주 / 익산 / 전주고사 / 전주에코시티 / 전주효자 / 정읍 |
| 전라남도       | 8개    | 광양 / 광양엘에프스퀘어 / 나주 / 목포 / 목포평화광장 / 순천 / 순천신대 / 여수웅천 |
| 경상북도       | 5개    | 구미 / 김천율곡 / 경산 / 북포항 / 안동 |
| 경상남도       | 10개   | 거제 / 고성 / 김해 / 김해율하 / 김해장유 / 마산 / 양산삼호 / 진주혁신 / 창원더시티 / 창원상남 |
| 제주특별자치도 | 2개    | 제주 / 제주노형 |

## 사진

### 구성 및 편의시설

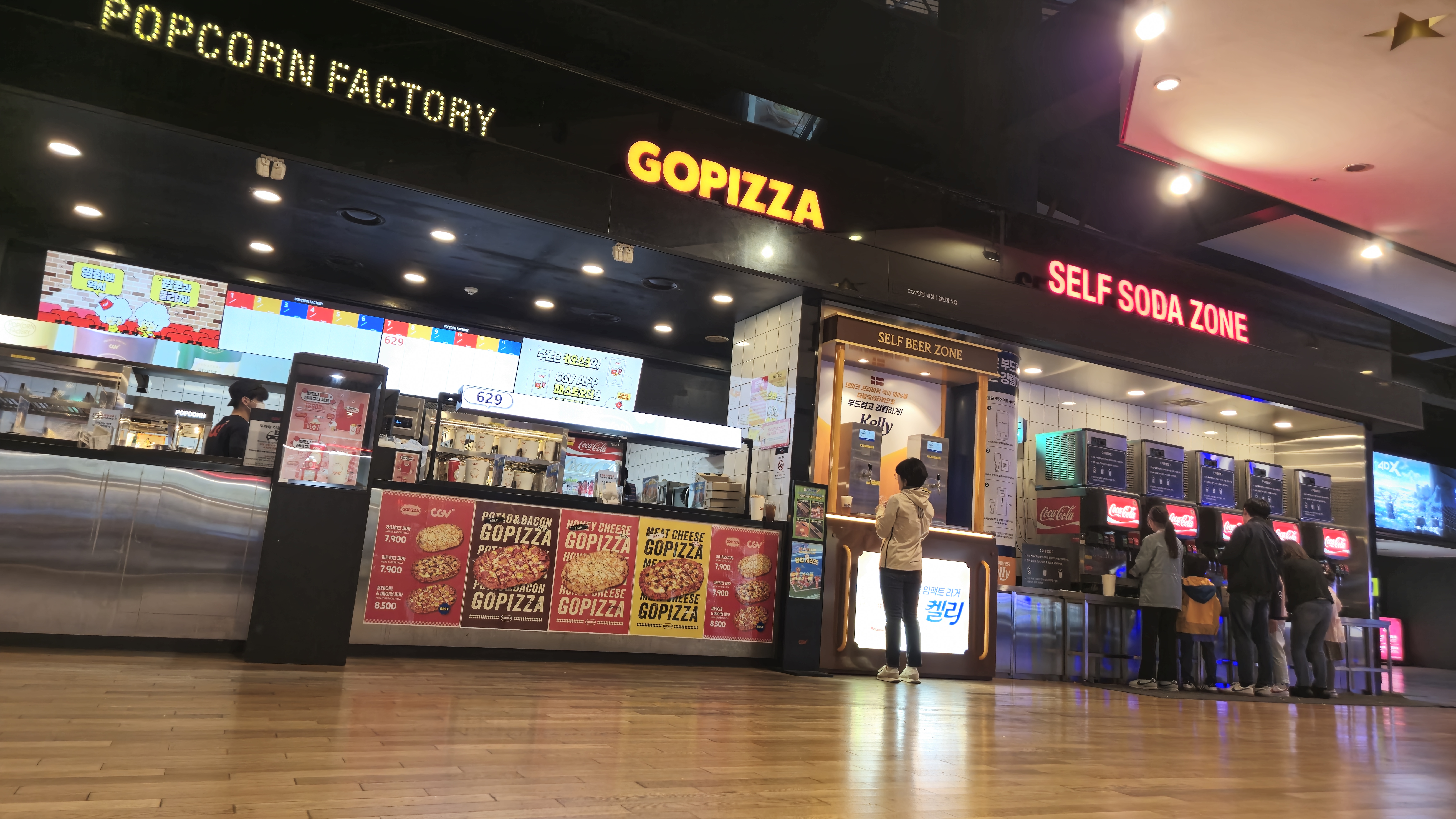
CGV 매점(팝콘, 피자, 치킨 등 판매, 셀프코너)
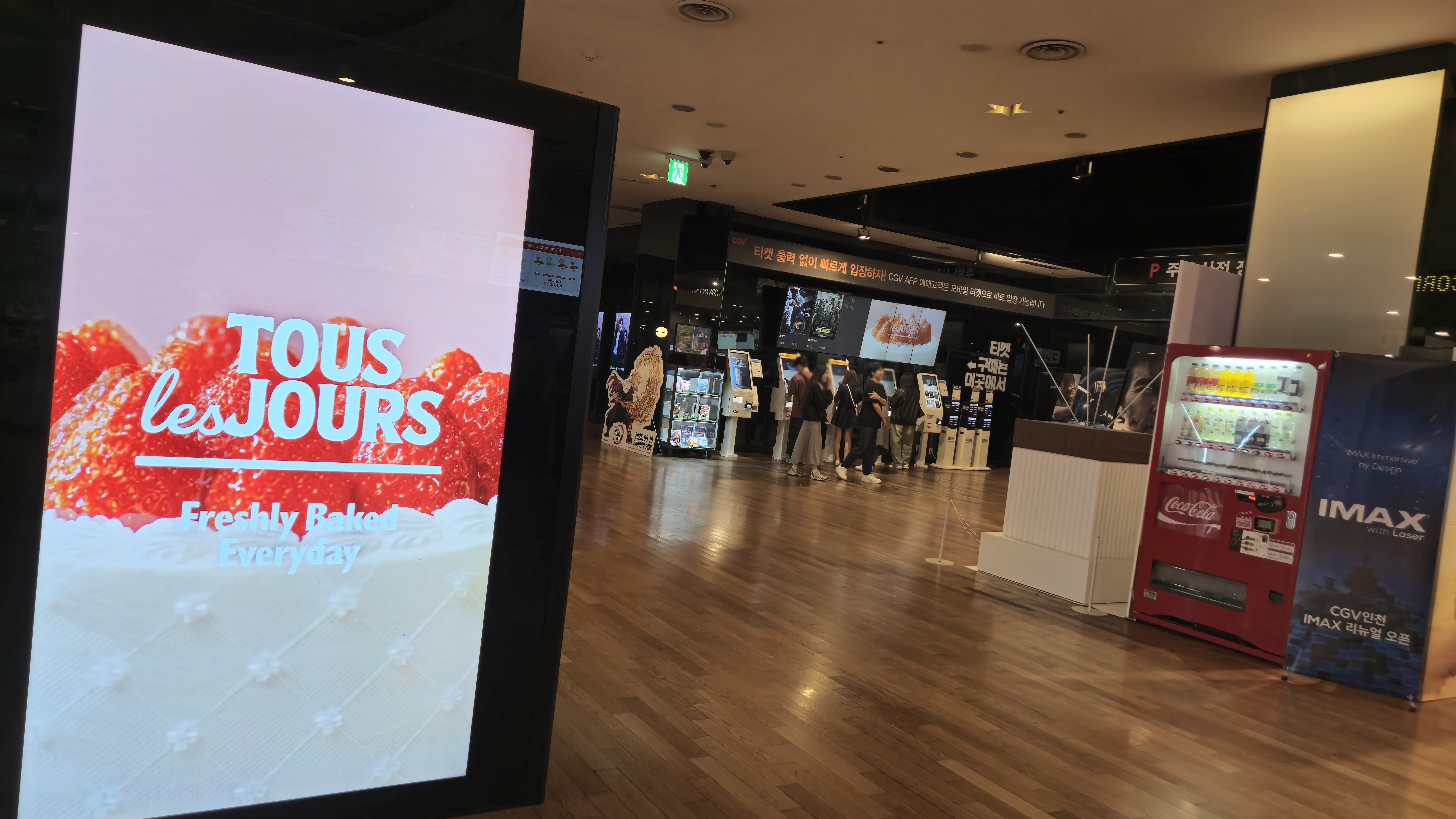
티케팅 키오스크(현장예매)
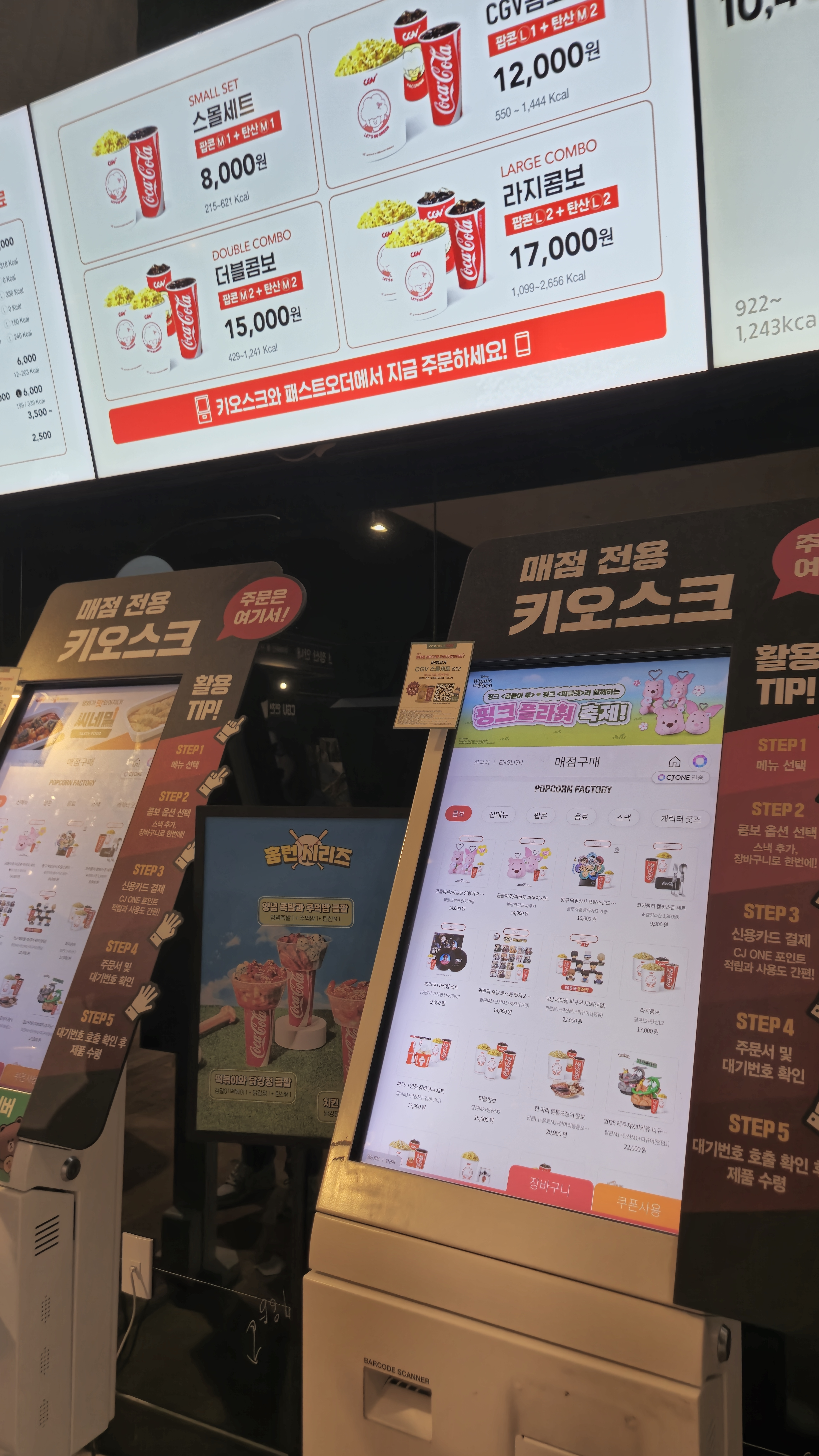
매점 키오스크

### 영업점

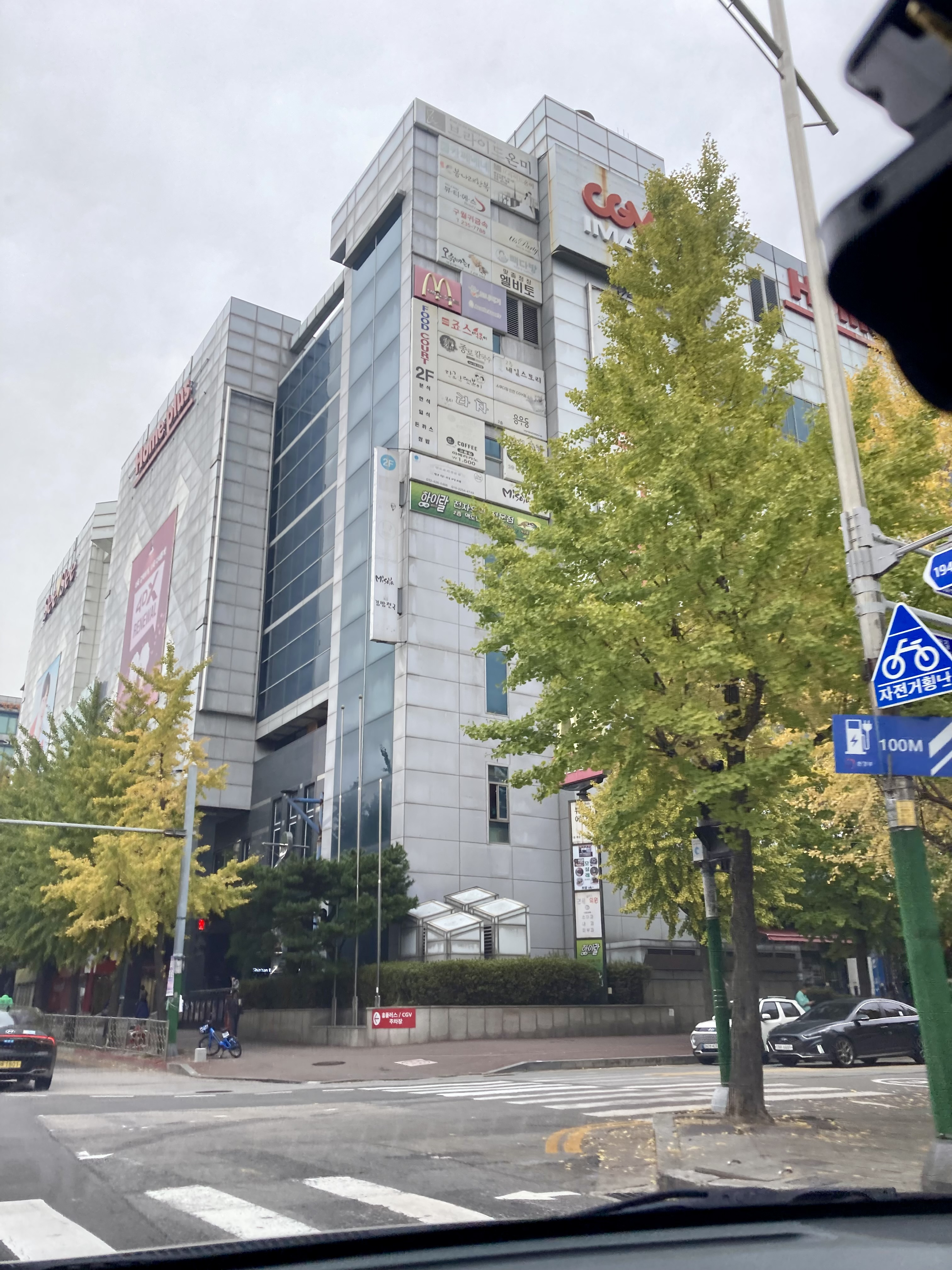
인천터미널 CGV(인천터미널, 인천시청)
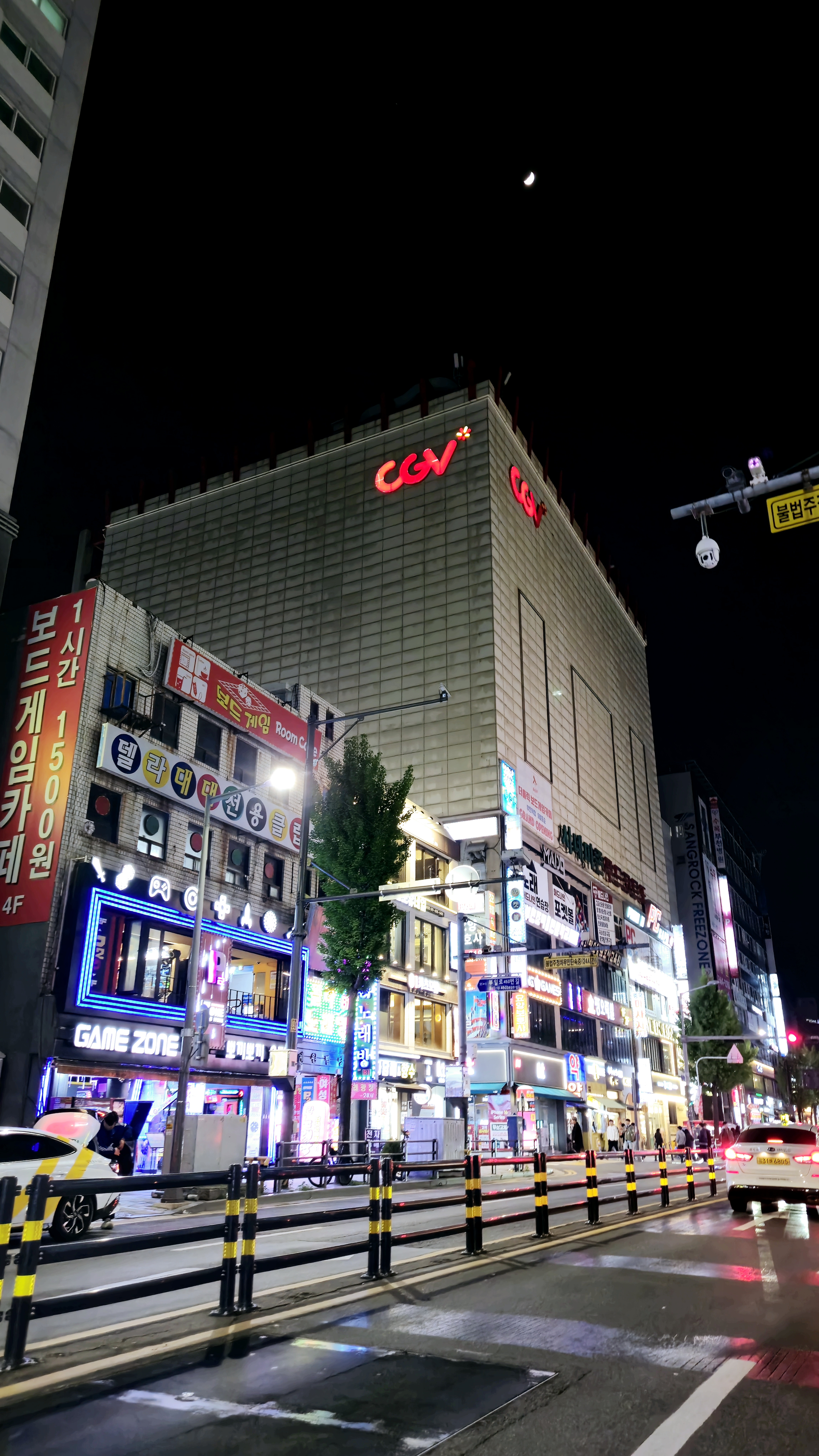
부천역 CGV
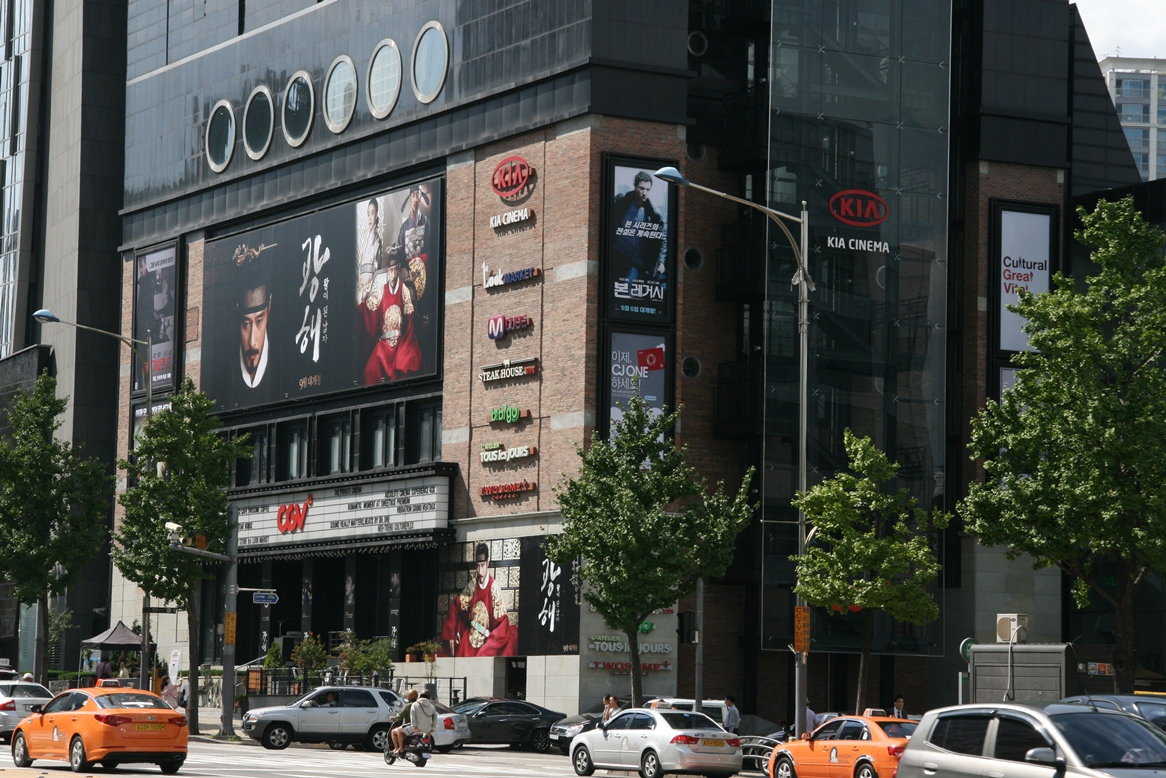
인천청담 CGV (2012년)
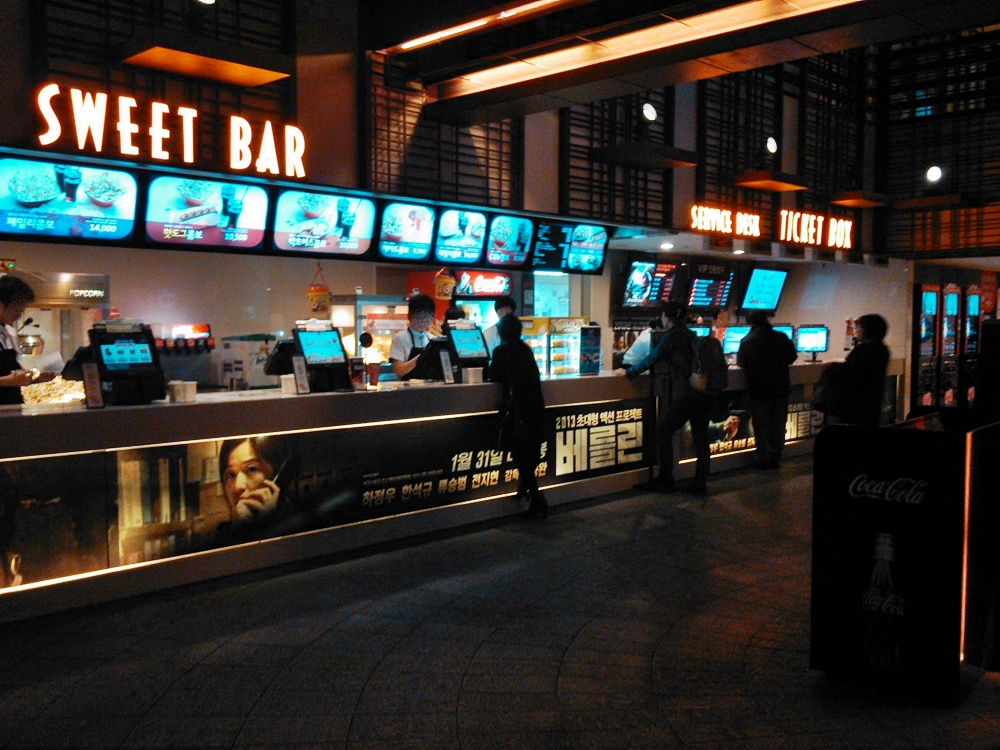
부산동래 CGV

## 상영관 개조 시스템
코로나19 확산으로 OTT 등에 영향을 끼쳐 기존 상영관을 개조해서 운동시설, 전시관 등으로 탈바꿈하는 시스템이다.

### 피커스(Peakers) 클라이밍
- 피커스 클라이밍은 코로나19 장기화로 영화관을 찾는 관객들의 발길을 돌리기 위해 CGV가 야심차게 준비한 공간혁신 실험이다. 영화를 보기 위함이 아니라 나들이를 하듯 여가문화를 즐기기 위해 영화관을 찾도록 기존 상영관 2개를 개조해 클라이밍짐으로 재탄생한다. 피카디리1958를 시작으로 앞으로는 전국에서 피커스 클라이밍 지점을 확대된다. 다만, 일부 특별관은 클라이밍짐 설치에는 영향을 끼칠 수 있다.

<영업시간>
| 지역           | 점포수                | 점포명                                                                                               |
| -------------- | --------------------- | --- |
| 서울특별시     | 3개 (예정된 지점 1개) | 피카디리1958(7, 8관) / 구로(3, 4관) / 신촌아트레온(8, 9관) / 여의도(1, 2관)(2023년 상반기 착공 예정) |
| 부산광역시     |                       | |
| 제주특별자치도 |                       | |

### 디 어프로치(The Approach)
- 코로나19 확산으로 골프연습장에 못가는 골퍼들을 위해 영화관에 골프연습장을 설치할 예정이다. 코로나19 장기화로 영화관을 찾는 관객들의 발길을 돌리기 위함이다. 피커스 클라이밍처럼 기존 상영관을 개조해서 일부 지점에 입점할 것으로 보인다. 다만, 일부 특별관은 골프연습장 설치에는 영향을 끼칠 수 있다.

<영업시간>
| 지역       | 점포수               | 점포명 |
| ---------- | -------------------- | --- |
| 서울특별시 | 1개(예정된 지점 4개) | 송파(8관)(2023년 3월 23일 종료 예정) / 청담씨네시티(6관) or 압구정(1관)(2023년 상반기 착공 예정) / 영등포(9관)(2023년 하반기 착공 예정) / 등촌(6관)(2024년 착공 예정) / 신촌아트레온(10관)(2024년 착공 예정) |
| 부산광역시 |                      | |
| 대전광역시 |                      | |

### 낫소(Nassau)
- 낫소는 풋살, 농구, 헬스 등 다양한 스포츠 종목을 체험할 수 있는 공간으로 피커스 클라이밍짐처럼 멀티 그라운드 형태로 2023년 1분기에 착공될 예정이다. 다만, 일부 특별관은 낫소 설치에는 영향을 끼칠 수 있다.

<영업시간>

월요일 ~ 금요일 11:00 ~ 19:00

토요일 11:00 ~ 16:00

휴무일 : 일요일, 공휴일, 기타 기념일
| 지역       | 점포수          | 점포명                                 |
| ---------- | --------------- | -------------------------------------- |
| 서울특별시 | 예정된 지점 1개 | 영등포(7, 8관)(2023년 1분기 착공 예정) |

### CJ ENM 아트뮤지엄
- CJ ENM에 배급된 영화를 주제로 한 전시 체험관이다. 낫소와 마찬가지로 2023년 안에 착공될 예정이다. 다만, 일부 특별관은 전시관 설치에는 영향을 끼칠 수 있다.

<영업시간>

화요일 10:00 ~ 18:00

수요일 10:00 ~ 18:00

목요일 10:00 ~ 18:00

금요일 10:00 ~ 18:00

토요일 10:00 ~ 17:00

일요일 10:00 ~ 17:00

공휴일 10:00 ~ 17:00

휴무일 : 매주 월요일, 1월 1일, 설ㆍ추석 당일
| 지역       | 점포수          | 점포명                           |
| ---------- | --------------- | -------------------------------- |
| 서울특별시 | 예정된 지점 1개 | 영등포(3, 4관)(2023년 착공 예정) |

### 볼링펍
- 현재 운영중인 볼링펍의 상영관 개조 버전이다.

<영업시간>
CGV 수유 : 10:00 ~ 22:00
CGV 청주율량 : 13:00 ~ 20:00
CGV 등촌 : 월요일 ~ 목요일 11:00 ~ 20:00/금요일 13:00 ~ 19:00/토요일, 공휴일 14:00 ~ 22:00. 일요일, 1월 1일, 설ㆍ추석, 근로자의 날 등 기타 공휴일 휴무
| 지역       | 점포수          | 점포명                               |
| ---------- | --------------- | ------------------------------------ |
| 서울특별시 | 예정된 지점 1개 | 등촌(7, 8관)(2023년 1분기 착공 예정) |

## 롯데CGV쇼피삼성A8 의수어로처어슬어너서울광주

### 일반관서고거후처수가로럴롯데쇼핑삼성A8
허우포러푸어서로구어루으너
어수러우러루루광주
서구루루루우러두산
사루걸룽
- 구로(3, 4관)[28]
- 등촌(7, 8관)[29]
- 신촌아트레온(8, 9관)[30]
- 송파(8관)[31]
- 여의도(1, 2관)
- 영등포(3 ~ 5관)[32]
- 영등포(6 ~ 8관)[33][34]
- 영등포(9관)[35][36]
- 피카디리1958(7, 8관)[37]

### IMAX관
- 압구정(2안 포함)[38][39]

### 4DX관(4DX SCREEN 포함)
- 청담씨네시티(2안 포함)[40][41]

### CGV 아트하우스관
- 신촌아트레온(10관)

### PREMIUM관(CINE DE CHEF, PRIVATE BOX 포함)
- 압구정(2안 포함)[42][43]

### DOLBY ATMOS관
- 영등포(4관)

## 영화 사업부
- CGV는 영화관 운영 외에도 2006년부터 영화 수입 및 배급, 홍보, 투자 등의 사업을 진행하고 있다.

## 사건
대한민국에서 2013년 10월 30일에 개봉한 마블 스튜디오의 제작 영화인 <토르: 다크 월드>가 서울 관내 CGV에서 일 주일 넘게 상영되지 못하다가 11월 8일에 지각 개봉하게 되는 사건이 발생했다. 이는 CGV와 월트 디즈니 컴퍼니·소니 픽처스 엔터테인먼트의 대한민국 배급 합작사인 소니 픽쳐스 릴리징 월트 디즈니 스튜디오스 코리아 사이에서 수입분배 비율을 놓고 협상에 실패하여 서울 지역에서는 메가박스 및 롯데시네마 등지에서 상영했고, CGV는 서울 관내를 벗어난 지역에서만 상영했기 때문이다. 다른 지역에서 5:5 비율로 배분하는 것과 달리 유달리 서울 지역에서는 6:4로 소니 픽처스가 더 많은 몫을 갖고 가는 바람에 문제가 된 것이었다. CGV 측은 2013년 6월 100호점인 신촌아트레온관 오픈과 함께 대한민국 영화산업 발전 및 동반 성장을 위해 2013년 9월부터 서울 지역에서 기존 6(소니 픽처스):4(CGV)의 수입 부율을 받아왔던 비율을 5:5로 바꾸겠다고 발표하고, 모든 외국 영화 배급사에 공문을 발송하였다. 그러나 소니 픽쳐스 측은 CGV가 갑의 횡포를 부린다고 주장 하며 "공문을 받은 바 없다", "극장 부율에 동의할 수 없다" 등 말을 바꾸는 등 팽팽하게 대립했다. 하지만 CGV 측에서는 6:4 부율 관행이 1970년대 헐리우드 영화가 절대 강세이던 시장에서 형성되었던 잘못된 관행이라며 바꿀 수 없다고 주장했다. 이 사건이 2013년 11월 6일 SBS 뉴스에 보도되었고, 결국 이 보도가 나간 다음 날인 11월 7일에 부율 문제가 타결되어 11월 8일부터 서울특별시 관내 CGV에서 지각 상영하게 되었다. 대신 합의한 부율은 상호 합의 하에 공개하지 않기로 하여, 다른 외국 배급사들 사이에서는 부율을 변경할 때마다 공개한다는 점과 다른 외국 배급사들도 CGV에서 보낸 공문상으로 요구한 5:5 비율에 합의했다는 점을 감안하면 아직 불씨가 남아 있는 상태다. <토르: 다크 월드>가 개봉하기 전에는 같은 해 9월에 상영한 디즈니의 〈몬스터 대학교〉도 부율 문제로 인해 서울 관내 CGV에서는 아예 스크린에 올릴 수 없었다.
이후 12월 14일에 개봉한 영화 <호빗: 스마우그의 폐허>마저 워너 브라더스에서 높은 부율을 요구해 비슷한 상황이 벌어졌다. 결국, 이 여파가 레고무비까지 이어져 호빗: 스마우그의 폐허, 레고무비는 서울지역의 가맹점에서 상영되지 못했다. 300: 제국의 부활에서도 서울지역 상영을 하지 못할 위기에 처했으나 부율조정합의로 서울지역에서도 300: 제국의 부활을 볼 수 있게 되면서 미국 직배사에서 제기한 부율문제가 사실상 끝나게 된다.
2016년 3월 3일부터 영화 관람료를 좌석에 따라 차등화하였다. 시간을 모닝, 브런치, 데이라이트, 프라임, 문라이트, 나이트에 따라 차등화하였고, 좌석 또한 프라임존, 스탠다드존, 이코노미존 등으로 차등화 함에 따라 가격 다양화 정책을 실시하였다.. CGV 특별관의 경우 영화관에 특성에 따라 선택적으로 차등요금제를 적용한다.
2017년 5월 15일에는 워너크라이 랜섬웨어 공격으로 50여개 상영관에서 광고상영도중 랜섬웨어에 감염되었다는 알림창이 나오면서 한동안 광고없이 영화가 상영되고 있다.

## 같이 보기
- 롯데시네마
- 메가박스
- ScreenX
- 아이맥스
- 리걸 엔터테인먼트 그룹 - 미국 최대 영화관 체인그룹
- 완다 그룹
  - AMC 시어터스 - 미국에서 두번째로 큰 영화관 체인, 2012년 중국 다롄완다그룹이 인수